# Trưởng làng
Trưởng làng hay trưởng thôn là người đứng đầu một đơn vị cộng đồng dân cư (làng, thôn, xóm, ấp...) do người dân trong cộng đồng bầu ra để thay mặt và đại diện cho cộng đồng giải quyết những vấn đề liên quan đến đời sống dân cư. Khác với già làng có chức năng lãnh tụ tinh thần thì trưởng làng không phải là người lãnh tụ tinh thần, họ thường được giao chủ trì một số lễ hội, cúng tế, hỏi cưới... theo sự đồng thuận của cộng đồng nhưng việc chủ trì lế lễ, thờ cúng có thể được giao về cho trưởng họ của mỗi họ.
Trưởng làng có vai trò quan trọng trong việc kiểm tra, đôn đốc thực hiện hương ước, lệ làng. Đây cũng là chức danh là cầu nối để liên lạc giữa cộng đồng dân cư với chính quyền trung ương hoặc địa phương. Trưởng làng là người có uy tín và thường được "ăn trên, ngồi trước" trong làng. Trưởng làng thường là người lớn tuổi nhưng vẫn đủ minh mẫn và có kiến thức nhất định để giải quyết các công việc chung của xóm làng. Trưởng làng được hình thành thông qua con đường bầu cử, cộng đồng sẽ chọn những người có uy tín, đạo đức và tài năng trong làng để bầu ra.